# Bautizo de mar

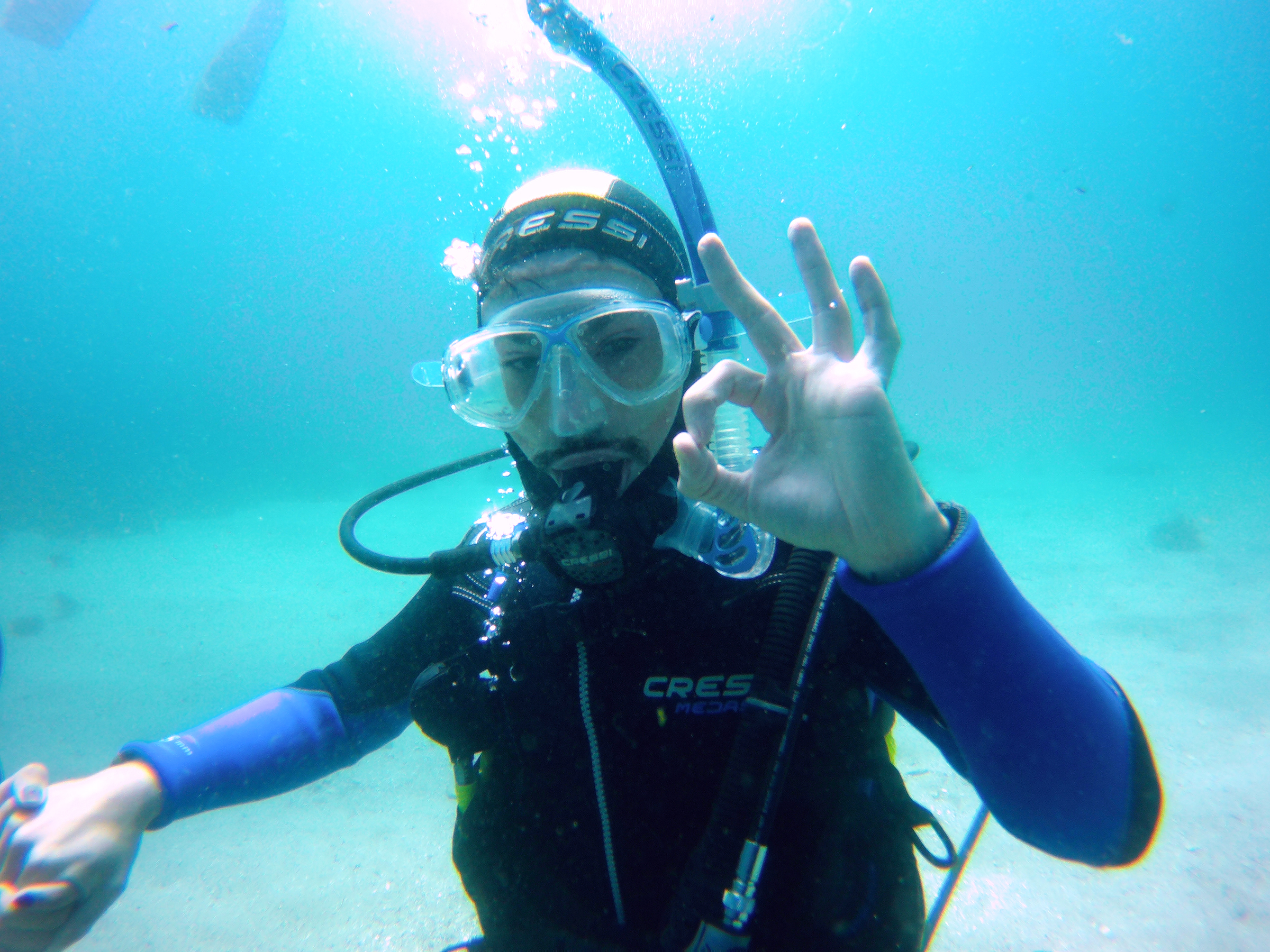
Buceador sin experiencia haciendo señal Ok

El bautizo de mar es el término usado para designar a la primera inmersión que un buceador hace en el mar. Cada institución de buceo lo realiza en función de sus propias prerrogativas y normativas. En el caso de las federación francesa (la FFESSM, afiliada a la CMAS), el bautizo (baptême de plongée en francés) puede realizarse, por ejemplo, a partir de los ocho años de edad, sin certificado médico y alcanzando una profundidad máxima de seis metros.
En una estructura privada como P.A.D.I. el bautizo de mar recibe el nombre comercial en inglés de Discover Scuba Diving, autorizado desde los 10 años. Consiste en una clase teórica, una práctica en aguas confinadas y una inmersión en el mar. Se baja desde 3 a 10 metros de profundidad dependiendo del centro de buceo, esta práctica es para los chicos y chicas que quieren bucear sin restricciones o para los adultos que deseen hacer una primera inmersión barata. Al final de la inmersión el centro otorga un diploma de buceo al bautizado, y el centro debe registrar al buceador como diplomado en los 30 días siguientes a la inmersión. En la clase teórica se aprende cómo es el equipo y cómo utilizarlo, para luego ir al mar y bucear acompañado del instructor. La clase teórica es el primer paso para ser buceador y se pueden hacer cuantas se quieran.